# The Cribs
The Cribs es un grupo de Garage Rock formado por tres integrantes: los gemelos Gary y Ryan Jarman y su hermano menor Ross Jarman, provenientes de Wakefield, West Yorkshire, Inglaterra. Su exmiembro Johnny Marr (exmiembro de The Smiths) dejó la banda en enero de 2011.
La banda ha lanzado 6 álbumes, el primero autotitulado "The Cribs" en 2004 y el siguiente, "The New Fellas", en 2005. Los sencillos incluyen “You Were Always The One” (número 66 en el chart de sencillos de UK), “What About Me” (número 75), "Another Number", "Hey Scenesters!" (número 27), y "Mirror Kissers" (número 27). "Martell", el tercer sencillo del álbum "The New Fellas", fue lanzado el 22 de agosto de 2005 alcanzando el número 39. La banda nombró a su tercer álbum "Men's Needs, Women's Needs, Whatever", que fue grabado en Vancouver, BC, Canadá con Alex Kapranos del grupo Franz Ferdinand como productor. El álbum fue lanzado el 21 de mayo, precedido por el sencillo "Men's Needs", el 7 de mayo, alcanzando el número 17.
El grupo también hizo un extenso tour por Norteamérica con Death Cab for Cutie y Franz Ferdinand en el 2006. Además, su canción "Hey Scenesters!" fue listada por la revista NME en “Los 50 Grandes Himnos Indie de Todos los mejores Tiempos”, siendo una de las pocas bandas contemporáneas incluidas en esta lista.

## Discografía
- The Cribs (2004)
- The New Fellas (2005)
- Men's Needs, Women's Needs, Whatever (2007)
- Ignore The Ignorant (2009)
- In The Belly Of The Brazen Bull (2012)
- For All My Sisters (2015)[1]
- 24-7 rock star shit (2017)
- Night network (2020)
- The Cribs: Definitive Edition (2022)
- The New Fellas: Definitive Edition (2022)
- Men's Needs, Women's Needs, Whatever: Definitive Edition (2022)